# Sadio Mané
Sadio Mané (Sédhiou, 10 de abril de 1992) es un futbolista senegalés que juega como delantero en el Al-Nassr F. C. de la Liga Profesional Saudí.

## Trayectoria

### Inicios
Mané inició su carrera como futbolista en la Academia "Génération Foot" con base en Dakar, Senegal.

### F. C. Metz
Fue transferido al Metz de Francia en 2011. El 14 de enero de 2012 hizo su debut oficial en una derrota por 0 a 1 ante el Bastia en Ligue 2. El 4 de mayo marcó su primer gol en una derrota (2-5) ante el Guingamp.

### Red Bull Salzburgo
El 31 de agosto de 2012 fichó por el Red Bull Salzburgo. El traspaso rondó los 4 M €.
En su segunda temporada en el club logró el doblete de Liga y Copa, teniendo un destacado papel al anotar 23 tantos.

### Southampton F. C.
Después de ganar la Bundesliga y la Copa de Austria en la temporada 2013-14, fue fichado por el Southampton el día 1 de septiembre. El 16 de mayo de 2015, marcó el triplete más rápido de la historia de la Premier League en 2 minutos con 56 segundos en la goleada 6 a 1 del Southampton al Aston Villa, rompiendo el récord que poseía Robbie Fowler (4 minutos y 32 segundos) desde 1994. También rompió otro récord: el triplete más "tempranero", al marcarlo entre los minutos 13 y 16 del primer tiempo, el récord que Dwight Yorke en 2001 lo había logrado a los 22 minutos del primer tiempo en un encuentro del Manchester United.
Al año siguiente mejoró sus registros goleadores al anotar quince tantos. Cabe destacar un doblete ante el Liverpool y un hat-trick ante el Manchester City en las jornadas 31 y 36 de la Premier League, respectivamente.

### Liverpool F. C.
Después de completar una temporada con 15 goles y 6 asistencias, el entrenador Jürgen Klopp se fijó en el jugador senegalés para incorporarlo al Liverpool. Finalmente el 27 de junio de 2016, se hizo oficial su traspaso al Liverpool por un precio de unos 34 millones de libras.
El 14 de agosto, en su debut, marcó en la victoria por 3 a 4 ante el Arsenal. El 19 de diciembre marcó el gol de la victoria en el derbi de Merseyside en el minuto 94 para dar la victoria al Liverpool en Goodison Park. Acabó su primera campaña con trece tantos en Premier League, que le sirvieron para ser incluido en el once ideal de la competición y ser galardonado con el premio al mejor jugador del Liverpool de la temporada.
El 14 de febrero de 2018 marcó su primer hat-trick a nivel internacional, en la goleada 5 a 0 en el partido de ida de los octavos de final de la Liga de Campeones 2017-18 en casa del Porto. El 26 de mayo marcó su décimo gol en Liga de Campeones, vigésimo de la temporada, en la final disputada ante el Real Madrid y que acabó en derrota por 1 a 3. Con este tanto, se convirtió en el cuarto jugador africano en marcar en una final de Liga de Campeones tras Rabah Madjer, Samuel Eto'o y Didier Drogba.
El 27 de febrero de 2019 marcó un doblete, en apenas veinte minutos, en la victoria ante el Watford (5-0). El 10 de marzo volvió a marcar otro doblete contra el Burnley Football Club El 13 de marzo anotó dos goles en la eliminatoria de vuelta de los octavos de final de la Liga de Campeones en la victoria 3-1 ante el Bayern Münich, en el Allianz Arena. El 17 de abril marcó un gol y dio una asistencia en la victoria 4-1 contra el F.C. Porto en los cuartos de final de la Liga de Campeones de la UEFA siendo el mejor jugador del partido. Cabe destacar sus 22 goles en la Premier League 2018-19 que le valieron para ganar la Bota de Oro junto a Mohamed Salah, compañero de equipo, y Pierre Emerick Aubameyang, jugador del Arsenal. Sus 22 goles ayudaron al Liverpool para ser subcampeón de la Premier League. Además, el 1 de junio, ganó su primer título con el Liverpool tras vencer 2-0 al Tottenham Hotspur siendo uno de los pilares del club para conseguir la Liga de Campeones 2018-19, en la que marcó 4 goles en 13 partidos.

### Bayern de Múnich
El 22 de junio de 2022 fue anunciado como nuevo jugador del Bayern de Múnich. Estuvo una única temporada en la que marcó 12 goles, disputó 38 partidos y ayudó al equipo a ganar la Supercopa de Alemania y la Bundesliga. No logró encajar completamente en la plantilla y decidió salir en busca de nuevos desafíos en su carrera.

### Al-Nassr F. C.

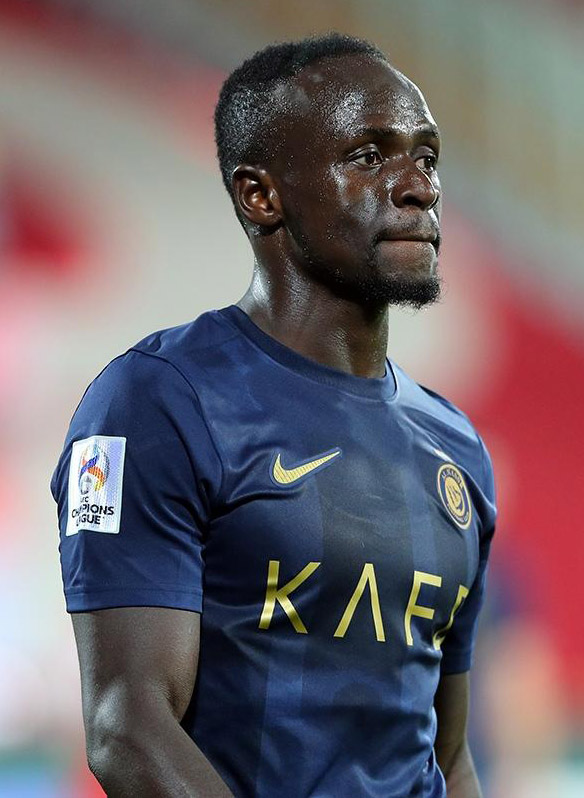
Sadio Mane en el Al-Nassr

El 1 de agosto de 2023 se anunció oficialmente que se marchaba al Al-Nassr F. C. de Arabia Saudita, después de llegar a un acuerdo entre el club y el Bayern de Múnich.

## Selección nacional
Los Juegos Olímpicos de Londres 2012, la Copa Africana de Naciones 2015 y 2017 son los primeros torneos a los que acudió Mane representando a la selección de Senegal.
Jugó la Copa Mundial de Fútbol de 2018 disputada en Rusia con la selección de Senegal. Fue el líder del equipo que, aunque no superó la primera fase, se convirtió en el mejor equipo africano del Mundial.
El 6 de febrero de 2022 se consagró campeón de la Copa Africana de Naciones 2021 anotando el penal decisivo contra la selección de Egipto en la final, que culminó 4-2.
Se perdió la Copa Mundial de Fútbol de 2022 al no recuperarse de una lesión en la cabeza del peroné derecho, durante el partido que estaba disputando con el Bayern de Múnich contra el Werder Bremen en la Bundesliga, por el cual estaría un tiempo indeterminado fuera de las canchas.
El 18 de noviembre de 2023 alcanzó las cien internacionalidades logrando un doblete en un partido de clasificación para el Mundial 2026 ante Sudán del Sur.

### Participaciones en fases finales
| Torneo                         | Sede              | Resultado        | Partidos | Goles |
| ------------------------------ | ----------------- | ---------------- | -------- | ----- |
| Juegos Olímpicos de 2012       | Londres           | Cuartos de final | 4        | 0     |
| Copa Africana de Naciones 2015 | Guinea Ecuatorial | Primera fase     | 2        | 0     |
| Copa Africana de Naciones 2017 | Gabón             | Cuartos de final | 3        | 2     |
| Copa Mundial 2018              | Rusia             | Primera fase     | 3        | 1     |
| Copa Africana de Naciones 2019 | Egipto            | Subcampeón       | 6        | 3     |
| Copa Africana de Naciones 2021 | Camerún           | Campeón          | 7        | 3     |
| Copa Africana de Naciones 2023 | Costa de Marfil   | Octavos de final | 4        | 1     |

## Estadísticas

### Clubes
Actualizado al último partido disputado el 19 de agosto de 2025.
| Club                          | Div.          | Temporada     | Liga  | Liga  | Liga   | Copas nacionales | Copas nacionales | Copas nacionales | Copas internacionales | Copas internacionales | Copas internacionales | Total | Total | Total  |
| Club                          | Div.          | Temporada     | Part. | Goles | Asist. | Part.            | Goles            | Asist.           | Part.                 | Goles                 | Asist.                | Part. | Goles | Asist. |
| ----------------------------- | ------------- | ------------- | ----- | ----- | ------ | ---------------- | ---------------- | ---------------- | --------------------- | --------------------- | --------------------- | ----- | ----- | ------ |
| F. C. Metz Francia            | 2.ª           | 2011-12       | 19    | 1     | 1      | 0                | 0                | 0                | —                     | —                     | —                     | 19    | 1     | 1      |
| F. C. Metz Francia            | 3.ª           | 2012-13       | 3     | 1     | 0      | 1                | 0                | 0                | —                     | —                     | —                     | 4     | 1     | 0      |
| F. C. Metz Francia            | Total club    | Total club    | 22    | 2     | 1      | 1                | 0                | 0                | 0                     | 0                     | 0                     | 23    | 2     | 1      |
| Red Bull Salzburgo · Austria  | 1.ª           | 2012-13       | 26    | 16    | 7      | 3                | 3                | 1                | —                     | —                     | —                     | 29    | 19    | 8      |
| Red Bull Salzburgo · Austria  | 1.ª           | 2013-14       | 33    | 13    | 12     | 4                | 5                | 2                | 13                    | 5                     | 3                     | 50    | 23    | 17     |
| Red Bull Salzburgo · Austria  | 1.ª           | 2014-15       | 4     | 2     | 4      | 1                | 1                | 0                | 3                     | 0                     | 0                     | 8     | 3     | 4      |
| Red Bull Salzburgo · Austria  | Total club    | Total club    | 63    | 31    | 23     | 8                | 9                | 3                | 16                    | 5                     | 3                     | 87    | 45    | 29     |
| Southampton F. C. Inglaterra  | 1.ª           | 2014-15       | 30    | 10    | 3      | 2                | 0                | 1                | —                     | —                     | —                     | 32    | 10    | 4      |
| Southampton F. C. Inglaterra  | 1.ª           | 2015-16       | 37    | 11    | 6      | 3                | 3                | 0                | 3                     | 1                     | 1                     | 43    | 15    | 7      |
| Southampton F. C. Inglaterra  | Total club    | Total club    | 67    | 21    | 9      | 5                | 3                | 1                | 3                     | 1                     | 1                     | 75    | 25    | 11     |
| Liverpool F. C. Inglaterra    | 1.ª           | 2016-17       | 27    | 13    | 5      | 2                | 2                | 2                | 0                     | 0                     | 0                     | 29    | 13    | 7      |
| Liverpool F. C. Inglaterra    | 1.ª           | 2017-18       | 29    | 10    | 7      | 2                | 0                | 0                | 13                    | 10                    | 2                     | 44    | 20    | 9      |
| Liverpool F. C. Inglaterra    | 1.ª           | 2018-19       | 36    | 22    | 1      | 1                | 0                | 0                | 13                    | 4                     | 1                     | 50    | 26    | 2      |
| Liverpool F. C. Inglaterra    | 1.ª           | 2019-20       | 35    | 18    | 7      | 1                | 0                | 0                | 11                    | 4                     | 3                     | 47    | 22    | 10     |
| Liverpool F. C. Inglaterra    | 1.ª           | 2020-21       | 35    | 11    | 7      | 3                | 2                | 0                | 10                    | 3                     | 1                     | 48    | 16    | 8      |
| Liverpool F. C. Inglaterra    | 1.ª           | 2021-22       | 34    | 16    | 2      | 4                | 2                | 0                | 13                    | 5                     | 0                     | 51    | 23    | 2      |
| Liverpool F. C. Inglaterra    | Total club    | Total club    | 196   | 90    | 29     | 13               | 4                | 2                | 60                    | 26                    | 7                     | 269   | 120   | 38     |
| Bayern de Múnich · Alemania   | 1.ª           | 2022-23       | 25    | 7     | 5      | 4                | 2                | 0                | 9                     | 3                     | 1                     | 38    | 12    | 6      |
| Bayern de Múnich · Alemania   | Total club    | Total club    | 25    | 7     | 5      | 4                | 2                | 0                | 9                     | 3                     | 1                     | 38    | 12    | 6      |
| Al-Nassr F. C. Arabia Saudita | 1.ª           | 2023-24       | 32    | 13    | 8      | 6                | 5                | 1                | 12                    | 1                     | 2                     | 50    | 19    | 11     |
| Al-Nassr F. C. Arabia Saudita | 1.ª           | 2024-25       | 32    | 14    | 11     | 4                | 1                | 0                | 11                    | 3                     | 1                     | 47    | 18    | 12     |
| Al-Nassr F. C. Arabia Saudita | 1.ª           | 2025-26       | 0     | 0     | 0      | 1                | 1                | 0                | 0                     | 0                     | 0                     | 1     | 1     | 0      |
| Al-Nassr F. C. Arabia Saudita | Total club    | Total club    | 64    | 27    | 19     | 11               | 7                | 1                | 23                    | 4                     | 3                     | 98    | 38    | 23     |
| Total carrera                 | Total carrera | Total carrera | 437   | 178   | 86     | 42               | 25               | 7                | 111                   | 39                    | 15                    | 590   | 242   | 108    |

### Hat-tricks
| 1 | 31 de octubre de 2012   | Sportzentrum Kalsdorf, Kalsdorf | SC Kalsdorf - Red Bull Salzburgo     |  | 1 - 3 | Copa de Austria           |
| 2 | 15 de diciembre de 2012 | Red Bull Arena, Salzburgo       | Red Bull Salzburgo - SV Mattersburgo |  | 7 - 0 | Bundesliga 2012-13        |
| 3 | 27 de octubre de 2013   | Untersberg-Arena, Grödig        | SV Grödig - Red Bull Salzburgo       |  | 0 - 3 | Bundesliga 2012-13        |
| 4 | 7 de mayo de 2014       | Volksbank Arena, Horn           | SV Horn - Red Bull Salzburgo         |  | 0 - 7 | Copa de Austria           |
| 5 | 16 de mayo de 2015      | St Mary's Stadium, Southampton  | Southampton - Aston Villa            |  | 6 - 1 | Premier League 2014-15    |
| 6 | 1 de mayo de 2016       | St Mary's Stadium, Southampton  | Southampton - Manchester City        |  | 4 - 2 | Premier League 2015-16    |
| 7 | 14 de febrero de 2018   | Estadio do Dragão, Oporto       | Porto - Liverpool                    |  | 0 - 5 | Liga de Campeones 2017-18 |

## Palmarés

### Títulos nacionales
| Título                | Club               | País       | Año  |
| --------------------- | ------------------ | ---------- | ---- |
| Bundesliga            | Red Bull Salzburgo | Austria    | 2014 |
| Copa de Austria       | Red Bull Salzburgo | Austria    | 2014 |
| Premier League        | Liverpool F. C.    | Inglaterra | 2020 |
| Copa de la Liga       | Liverpool F. C.    | Inglaterra | 2022 |
| FA Cup                | Liverpool F. C.    | Inglaterra | 2022 |
| Supercopa de Alemania | Bayern de Múnich   | Alemania   | 2022 |
| 1. Bundesliga         | Bayern de Múnich   | Alemania   | 2023 |

### Títulos internacionales
| Título                       | Equipo          | Sede           | Año  |
| ---------------------------- | --------------- | -------------- | ---- |
| Liga de Campeones de la UEFA | Liverpool F. C. | Madrid         | 2019 |
| Supercopa de Europa          | Liverpool F. C. | Estambul       | 2019 |
| Copa Mundial de Clubes       | Liverpool F. C. | Catar          | 2019 |
| Copa Africana de Naciones    | Senegal         | Camerún        | 2021 |
| Campeonato de Clubes Árabes  | Al-Nassr F. C.  | Arabia Saudita | 2023 |

### Distinciones individuales
| Distinción                                                      | Año  |
| --------------------------------------------------------------- | ---- |
| PFA Team of the Year                                            | 2017 |
| Jugador del año en el Liverpool F.C.                            | 2017 |
| MVP contra Japón en la Copa Mundial de Fútbol de 2018.          | 2018 |
| PFA Team of the Year                                            | 2019 |
| Bota de Oro de la Premier League                                | 2019 |
| MVP de la Supercopa de Europa                                   | 2019 |
| Mejor Jugador de noviembre en la Premier League                 | 2019 |
| Mejor jugador de la Copa Africana de Naciones                   | 2022 |
| Trofeo Sócrates Balón de Oro 2022                               | 2022 |
| Balón de Plata                                                  | 2022 |
| Parte de los 100 mejores jugadores del mundo según The Guardian | 2022 |

### Récords
- Segundo jugador en la historia del fútbol en convertir un triplete en menos tiempo (2 minutos con 56 segundos) el 16 de mayo de 2015. El récord es del argentino Eduardo Maglioni quien hiciera 3 goles en 1 minuto con 52 segundos.[44]

## Vida personal
Mientras estuvo en Liverpool, Mané residió en Allerton, Liverpool, y fue asaltado dos veces, una en noviembre del 2017 y otra en febrero del 2019. Es un Musulmán practicante y ocasionalmente se le ve haciendo du'a antes del inicio de cada partido.
Fue nombrado Gran Oficial de la Orden Nacional del León por el presidente de Senegal, Macky Sall, tras la victoria de la nación en la Copa Africana de Naciones 2021.
Se casó con su novia de toda la vida, Aisha Tamba, que es 13 años menor que él, el 7 de enero de 2024, a través de un rito islámico.

## Filantropía
Sadio Mané, pese a su éxito deportivo y su situación económica floreciente, no ha olvidado sus orígenes. “¿Para qué quiero diez coches Ferrari, veinte relojes con diamantes y dos aviones? ¿Qué harán estos objetos por mí y por el mundo? Yo pasé hambre, trabajé en el campo, jugué descalzo y no fui al colegio. Hoy puedo ayudar a la gente. Prefiero construir escuelas y dar comida o ropa a la gente pobre”, declaró en un reportaje a TeleDakar. Actitudes como ayudar a los responsables de las botellas de agua de su equipo, o limpiar los baños de una mezquita se han hecho populares en las redes sociales. Asimismo, Sadio Mané realiza donaciones de ropa, zapatos y alimentos para personas en extrema pobreza en su país natal.